# Algarve Cup 2006
L'Algarve Cup 2006 s'est tenue du 9 au 15 mars 2006. 

## Équipes participantes et groupes
| Groupe A Allemagne Finlande Norvège Suède | Groupe B Chine États-Unis Danemark France | Groupe C Irlande Mexique Portugal |

Les deux premiers groupes rassemblent les meilleures formations. Les vainqueurs des groupes A et B groupe B s'affronteront pour la finale. Les deuxièmes des groupes A et B s'affronteront dans la match pour la troisième place. Le match pour la cinquième place mettra aux prises les troisièmes des groupes A et B. Les vainqueurs du groupe C affronteront les meilleures quatrièmes des groupes A et B dans le match pour la septième place. Les deuxièmes du groupe C affronteront les moins bonnes quatrième des groupes A et B dans le match pour la neuvième place. Les dernières du groupe C sont classées onzièmes.

## Tour préliminaire

### Groupe A
- 9 mars

Allemagne 5 - 0 Finlande
Norvège 0 - 0 Suède
- 11 mars

Suède 0 - 3 Allemagne
Norvège 0 - 0 Finlande
- 13 mars

Suède 3 -1 Finlande
Allemagne 1 - 0 Norvège
| Rang | Pays      | Pts | V | N | D | Bp | Bc | Diff |
| ---- | --------- | --- | - | - | - | -- | -- | ---- |
| 1er  | Allemagne | 9   | 3 | 0 | 0 | 9  | 0  | +9   |
| 2e   | Suède     | 4   | 1 | 1 | 1 | 4  | 4  | 0    |
| 3e   | Norvège   | 2   | 0 | 2 | 1 | 0  | 1  | -1   |
| 4e   | Finlande  | 1   | 0 | 1 | 2 | 1  | 9  | -8   |

### Groupe B
- 9 mars

États-Unis 0 - 0 Chine
France 2 - 2 Danemark
- 11 mars

Danemark 0 - 5 États-Unis
France 1 - 0 Chine
- 13 mars

France 1 - 4 États-Unis
Danemark 0 - 6 Chine
| Rang | Pays       | Pts | V | N | D | Bp | Bc | Diff |
| ---- | ---------- | --- | - | - | - | -- | -- | ---- |
| 1er  | États-Unis | 7   | 2 | 1 | 0 | 9  | 1  | +8   |
| 2e   | France     | 4   | 1 | 1 | 1 | 4  | 6  | -2   |
| 3e   | Chine      | 4   | 1 | 1 | 1 | 6  | 1  | +5   |
| 4e   | Danemark   | 1   | 0 | 1 | 2 | 2  | 13 | -11  |

La France devance la Chine en raison de la victoire de la France sur la Chine.

### Groupe C
- 9 mars

Portugal 0 - 1 Irlande
- 11 mars

Irlande  0 - 0  Mexique
- 13 mars

Portugal 0 - 6 Mexique
| Rang | Pays     | Pts | V | N | D | Bp | Bc | Diff |
| ---- | -------- | --- | - | - | - | -- | -- | ---- |
| 1er  | Mexique  | 4   | 1 | 1 | 0 | 6  | 0  | +6   |
| 2e   | Irlande  | 4   | 1 | 1 | 0 | 1  | 0  | +1   |
| 3e   | Portugal | 0   | 0 | 0 | 2 | 0  | 7  | -7   |

## Matchs de classement
- 15 mars
- Match pour la 9e place

Danemark 4 - 0 Irlande
- Match pour la 7e place

Finlande 4 - 3 Mexique
- Match pour la 5e place

Norvège 1 - 0 Chine
- Match pour la 3e place

Suède 1 - 0 France

## Finale
- 15 mars

Allemagne 0 - 0 États-Unis ; Allemagne vainqueur aux TAB (4-3)